# タルノフスキェ・グルィの鉛・銀・亜鉛鉱山とその地下水管理システム
タルノフスキェ・グルィの鉛・銀・亜鉛鉱山とその地下水管理システム（タルノフスキェ・グルィのなまり・ぎん・あえんこうざんとそのちかすいかんりシステム、ポーランド語: Zabytkowa Kopalnia Srebra）は、2017年にユネスコの世界遺産に登録されたポーランドのシレジアにある鉛と亜鉛を大量に産出していた鉱山と銀産業の跡地である。また、採掘当時からヨーロッパの他の主要な金属鉱山に比べて大量な地下水が絶えずに鉱山に流れ込むため、16世紀半ばから19世紀後半にかけての蒸気機関、排水溝のネットワークなどによる地下水の汲み上げと排水のシステムも水力学の傑作であり、産業関連の専門知識のホットスポットであると共に周辺の町にも飲料水や工業用水を供給していた。このシステムは現在もタルノフスキェ・グルィの飲料水の水源である。
博物館がヨーロッパ産業遺産の痕跡を示している。また、国際産業遺産保存委員会およびシレジア観光協会にも参加していた。

## 鉱業の歴史
タルノフスキェ・グルィ地域は、歴史的な鉛鉱石の採掘で知られている。ここで採掘された鉱石は、鉛の供給源である方鉛鉱と銀であった。16世紀以来、ヨーロッパのこの地域で最も重要な産業の中心地の1つになった。1526年に町が設立された後、オポーレ公ヤン2世（Jan II Dobry）は、独立した鉱業の町の地位を与えた。タルノフスキェ・グルィの町の名前でさえ、鉱業の起源がある。最初の部分「タルノフスキェ（Tarnowskie）」は、方鉛鉱の堆積物が見つかった村タルノヴィツェ（Tarnowice）の名前に由来している。「グルィ（Góry）」という名前の2番目の部分は「山」を意味し、町に掘られた多数のシャフトの周りの標高に由来する。
繁栄の時代は16世紀の終わりまで続いた。17世紀になると、鉱山労働者はより深い場所で働き始め、鉱山に水が溢れるという問題が発生した。排水方法はあまり効率的ではなく、三十年戦争は危機をさらに深めた。産業は崩壊し、排水設備は破壊された。疫病と火災も町を悩ませた。タルノフスキェ・グルィはさまざまな軍隊によって略奪され、破壊と寄付の費用は住民が支払わなければならなかった。
シレジア地方は18世紀にプロイセン王国に占領される。王であるフリードリヒ2世は、フリードリヒ・ヴィルヘルム・フォン・レーデン（Friedrich Wilhelm von Reden）とフリードリヒ・アントン・フォン・ハイニッツ（Friedrich Anton von Heynitz）にシレジアでの採掘活動を再開するよう委任した。どちらも鉱業と冶金の分野で驚異的な専門家であった。1776年、彼らは18世紀の後半にヨーロッパの産業の最前線であった英国最大の産業センターを訪れた。そこで彼らは、採炭、コークス化プラント、蒸気機関の使用、水路の建設、および採掘掘削を排水することを認める。シャフトの掘削は1783年10月に始まった。72人の鉱山労働者が作業に関与した。9か月にわたる集中的な作業の後、1784年7月16日、縦坑「ルドルフィナ」（Rudolfina）の深さ18メートル地点で豊富な鉛と銀鉱床が発見された。2日後、縦坑「ウィシュチョネク」（Łyszczonek）と縦坑「オパル」（Opal）で同様の発見があった。銀と鉛の新しい州の鉱山にはフレデリックという名前が付けられた。
鉱業は発掘調査で水が氾濫するという問題に直面した。馬のトレッドミルは、鉱山を十分に速く排水することができなかった。1787年、最初の蒸気機関がウェールズからフリードリヒ・ヴィルヘルム・フォン・レーデン伯爵によって持ち込まれた。機械は1788年1月19日に作動を開始した。発掘調査から水が除去され、鉱石の豊富な鉱床を採掘することができた。蒸気機関のおかげで、排水口を掘ることも可能であった。それは最終的に、追加の装置の助けを借りずに鉱山から水を取り除くことにつながった。
方鉛鉱の枯渇により、鉱山は20世紀の初めに徐々に活動を停止し始め、1913年にその活動を完全に終了する。4世紀の間、鉱山労働者は20,000本以上の縦坑と150キロメートル以上の地下回廊を掘った。

## 観光の歴史とユネスコ世界遺産
研究者、科学者、歴史愛好家は、20年以上前に鉱山労働者が残した広大な部屋や廊下を探索し始めた。観光客に適した鉱山の断片を選択する最初の試みは、1930年代半ばに行われた。残念ながら、第二次世界大戦の勃発により、プロジェクトの実施が停止された。
1950年代に、歴史愛好家のグループがタルノフスキェ・グルィ土地愛好家協会（Tarnowskie Góry Land Lovers Association）を設立した。彼らの主な目標は、観光ルートを開くことだった。排水システムの一部であるブラックトラウトアディットは1957年にオープンし、何十年もの間、ポーランドで最長の地下ボートツアーになった。鉱山自体の廊下に安全なルートを作成することはより困難であった。最後に、シャフト間のルートとして、エンジェル、ゴッドブレス、バイパーが1976年9月5日に観光客のために開かれた。
2004年、ポーランド大統領はこの鉱山を歴史的建造物と宣言した。2006年以来、それはシレジア工業記念碑ルートの一部になる。2014年に、鉱山はヨーロッパ産業遺産の道の一部になった。
2017年7月9日にポーランドのクラクフで開催された世界遺産委員会の第41回会期中に、歴史的な銀鉱山とその地下管理システムがユネスコの世界遺産リストに登録された。

## 今日の歴史的な銀鉱山
鉱山は通常観光客に開放されており、いくつかの言語でのガイド付きツアーが毎日行われている（ポーランド語以外の言語での訪問は事前に予約する必要あり）。ツアーは博物館から始まり、18世紀と19世紀の回廊を訪れる観光客が地下に潜る。ルートの全長は1.7 kmで、浸水した廊下をボートで270 m横断する。
野外蒸気機関博物館は鉱山の建物を囲んでおり、子供たちは小さな狭軌の鉄道に乗ることができる。

## 登録基準
この世界遺産は世界遺産登録基準のうち、以下の条件を満たし、登録された（以下の基準は世界遺産センター公表の登録基準からの翻訳、引用である）。
- (1) 人類の創造的才能を表現する傑作。
- (2) ある期間を通じてまたはある文化圏において、建築、技術、記念碑的芸術、都市計画、景観デザインの発展に関し、人類の価値の重要な交流を示すもの。
- (4) 人類の歴史上重要な時代を例証する建築様式、建築物群、技術の集積または景観の優れた例。